# Viola jaubertiana
La Viola jaubertiana és una planta de la família de les violàcies endèmica de Mallorca que habita zones ombrívoles i fresques de la Serra de Tramuntana. Fa entre uns 10 i 30 centímetres d'alçària. Té unes fulles cordiformes, amb un pecíol llarg de color verd pàl·lid. Les flors són de color blau o violeta.
És una espècia protegida per llei.